# Джонні Джеймсон
Джонні Джеймсон (англ. Johnny Jameson, нар. 11 березня 1958, Белфаст) — північноірландський футболіст, що грав на позиції флангового півзахисника.

## Клубна кар'єра
У дорослому футболі дебютував 1975 року виступами за команду «Бангор», в якій провів два сезони, взявши участь у 54 матчах чемпіонату.
1977 року Джеймсон перебрався до Англії, ставши гравцем клубу «Гаддерсфілд Таун», але у новій команді закріпитись не зумів, зігравши лише один матч у чемпіонаті і наступного року повернувся на батьківщину, ставши гравцем «Лінфілда», де провів два роки. Протягом цих років двічі виборював титул чемпіона Північної Ірландії та одного разу національний кубок.
1980 року перейшов до клубу «Гленторан», за який відіграв 14 сезонів. Більшість часу, проведеного у складі «Гленторана», був основним гравцем команди. За цей час він виграв 3 чемпіонати Північної Ірландії (1981, 1988, 1992), 6 кубків Північної Ірландії (1983, 1985, 1986, 1987, 1988, 1990), 2 Кубки ліги (1989, 1991) та один суперкубок. Завершив професійну кар'єру футболіста виступами за команду «Гленторан» у 1994 році.

## Виступи за збірну
У складі національної збірної Північної Ірландії був учасником чемпіонату світу 1982 року в Іспанії. Однак він так і не зіграв жодної гри за збірну, значною мірою через його глибокі релігійні переконання, оскільки він відмовлявся грати в неділю.

## Титули і досягнення
- Чемпіон Північної Ірландії (5):

«Лінфілд»: 1978/79, 1979/80
«Гленторан»: 1980/81, 1987/88, 1991/92
- Володар Кубка Північної Ірландії (7):

«Лінфілд»: 1979/80
«Гленторан»: 1982/83, 1984/85, 1985/86, 1986/87, 1987/88, 1989/90
- Володар Кубка північноірландської ліги (2):

«Гленторан»: 1988/89, 1990/91
- Володар Суперкубка Північної Ірландії (1):

«Гленторан»: 1992